# Station Sainte-Anne
Station Sainte-Anne is een spoorweghalte in de Franse gemeente Pluneret. Zij wordt bediend door treinen van het netwerk TER Bretagne op het traject Lorient - Vannes.